# Chaos Walking
Chaos Walking (bra: Mundo em Caos e prt: Chaos Walking: O Ruído) é um  filme de ficção científica, ação e aventura americano, dirigido por Doug Liman a partir de um roteiro de Patrick Ness e Christopher Ford. Estrelado por Daisy Ridley e Tom Holland. O filme é baseado no livro de Patrick Ness, "The Knife of Never Letting Go".
Anunciado em 2011, o filme passou por várias reescritas a partir de um primeiro rascunho do roteiro escrito por Charlie Kaufman, com Jamie Linden, John Lee Hancock, Gary Spinelli, Lindsey Beer, Christopher Ford e Ness revisando o roteiro. Liman foi mais tarde anunciado como o diretor em 2016, com as filmagens iniciadas e concluídas por volta de 2017. Originalmente programado para ser lançado em 1° de março de 2019, foi removido da programação para acomodar as refilmagens dos filmes em abril de 2019 após exibições-testes ruins do público.

## Sinopse
Em um futuro não muito distante, Todd Hewitt (Tom Holland) descobre Viola (Daisy Ridley), uma misteriosa garota que cai em seu planeta, onde todas as mulheres desapareceram e os homens são afligidos pelo "barulho" - uma força que coloca todos os seus pensamentos em exibição. Nesta paisagem perigosa, a vida de Viola está ameaçada - e como Todd jura protegê-la, ele terá que descobrir seu próprio poder interior e desvendar os segredos sombrios do planeta.

## Elenco
- Tom Holland como Todd Hewitt, um jovem que vive no planeta distante do Novo Mundo.[8]
- Daisy Ridley como Viola Eade, uma garota sem ruído que é a chave para os segredos além do Novo Mundo.[9]
- Mads Mikkelsen como David Prentiss, o astuto prefeito de Prentisstown.[10]
- Demián Bichir como Ben Moore, um dos pais adotivos de Todd. [11]
- Cynthia Erivo como Hildy Black, a líder de Farbranch, um assentamento pacífico no Novo Mundo que é contra o prefeito Prentiss e seu exército.[12]
- Nick Jonas como David "Davy" Prentiss Jr., filho do prefeito e soldado.[13]
- David Oyelowo como Aaron, um pregador radical em Prentisstown.[14]
- Kurt Sutter como Cillian Boyd, um dos pais adotivos de Todd.[15]
- Ray McKinnon como Matthew, um residente de Farbranch que já foi de Prentisstown.
- Bethany Anne Lind como Karyssa Hewitt, a falecida mãe de Todd que escreveu um diário que guarda um segredo obscuro em Prentisstown.
- Camren Bicondova como Lola Eade

Óscar Jaenada  foi escalado como Wilf , um vagabundo ignorado e excluído que se torna instrumental na trama de Todd e Viola contra o prefeito Prentiss, mas foi cortado do filme final. Harrison Osterfield também tem uma participação especial sem créditos como fazendeiro em Farbranch.

## Produção
Em outubro de 2011, a Lionsgate adquiriu os direitos de distribuição mundial para uma adaptação cinematográfica da trilogia de Patrick Ness, Chaos Walking, a ser produzido pela companhia de produção de Doug Davison, Quadrant Pictures. Em 2012, a Lionsgate contratou Charlie Kaufman para escrever o primeiro rascunho do roteiro. Ele então deixou o projeto posteriormente, confirmado pelo próprio durante um painel Q & A na Karlovy Vary International Film Festival de 2016. Esse rascunho seria posteriormente revisado por Jamie Linden, Lindsey Beer, Gary Spinelli, John Lee Hancock, Christopher Ford e o próprio Ness. O Deadline relatou em 2013 que Robert Zemeckis estava sendo considerado para ser o diretor , mas aparentemente não deu certo. Em 10 de junho de 2016, Doug Liman estava em negociações para dirigir o filme. Em 4 de agosto de 2016, foi relatado que Daisy Ridley se juntou ao elenco. Ela era fã dos livros e foi anunciada para interpretar Viola. Em 28 de novembro de 2016, Tom Holland se juntou ao elenco para interpretar Todd.
Em 20 de julho de 2017, foi anunciado que Mads Mikkelsen se juntou ao elenco do filme como o vilão prefeito. Em agosto de 2017, Demián Bichir, Kurt Sutter, Nick Jonas e David Oyelowo se juntaram ao elenco. Em setembro de 2017, Cynthia Erivo se juntou ao elenco. Em outubro de 2017, Óscar Jaenada se juntou ao elenco. As filmagens do filme começaram em Montreal, Quebec, em 7 de agosto de 2017, com financiamento adicional não creditado da Bron Creative.  O filme também foi rodado na Escócia e na Islândia.
Em abril de 2018, foi relatado que o filme estava programado para ter várias semanas de refilmagens no final de 2018 ou no início de 2019, após exibições-testes ruins. Devido aos compromissos de filmagem de Ridley para Star Wars: The Rise of Skywalker (2019) e Holland para Spider-Man: Far From Home (2019), as refilmagens não puderam começar até abril de 2019, com Fede Álvarez dirigindo-as. Essas refilmagens, que aconteceram em Atlanta e duraram até maio, adicionaram US $ 15 milhões adicionais ao orçamento do filme.  Em setembro de 2020, Ness e Ford receberam o crédito final no roteiro.

## Lançamento
Chaos Walking foi inicialmente programado para ser lançado nos cinemas dos Estados Unidos em 22 de janeiro de 2021, pela Lionsgate. O filme foi provisoriamente agendado para ser lançado em 1 de março de 2019, mas foi adiado para acomodar as refilmagens do filme, e acabou por ser lançado no dia 4 de março de 2021 na Austrália, e no dia seguinte nos Estados Unidos.
No Brasil, o filme está agendado para estrear nos cinemas pela Paris Filmes em 13 de maio de 2021.

## Recepção
As resenhas do filme reconheceram o potencial do filme, mas o criticaram por "má execução e personagens convencionais e subdesenvolvidos". O site agregador de resenhas Rotten Tomatoes relata que 21% dos 96 críticos deram ao filme uma resenha positiva, com uma classificação média de 4,6 / 10. O consenso dos críticos do site diz: "Chaos Walking estabelece um caminho potencialmente interessante, mas esta aventura distópica estraga sua premissa e manca em direção ao final." De acordo com o Metacritic, que atribuiu ao filme uma pontuação média ponderada de 39 fora de 100 com base em 28 críticos, o filme recebeu "críticas geralmente desfavoráveis". O público entrevistado pela CinemaScore deu ao filme uma nota média de "B" em uma escala de A + a F, enquanto o PostTrak relatou que 70% dos membros do público deram uma pontuação positiva, com 43% dizendo que definitivamente o recomendariam.